# Снейк (притока Пілу)
Снейк знаходиться на території Юкон поблизу кордону з Північно-Західними територіями (Канада). Це найбільш східна річка у водозборі річки Піл, головної притоки річки Маккензі.
Довжина річки Снейк складає 300 км. Її витоки знаходяться в горах Вернеке.
Назва мовою Gwich'in — Gyuu Dazhoo Njik.